# 874

## Události
- Forchheimský mír – velkomoravský kníže Svatopluk I. se zavázal k placení jistého tributu Východofranské říši, která za to respektovala vnitřní suverenitu Velké Moravy.
- na vrchu Čečemínu ve středním Polabí založena první vinice v Čechách
- Dánové jsou doložení na Islandu
- na území západní Evropy velký hladomor
- Byl uzavřen sňatek mezi Bořivojem a Ludmilou.

## Hlavy státu
- České knížectví – Bořivoj I.
- Velkomoravská říše – Svatopluk I.
- Papež – Jan VIII.
- Anglie – Alfréd Veliký
- Skotské království – Konstantin I.
- Východofranská říše – Ludvík II. Němec
- Západofranská říše – Karel II. Holý
- První bulharská říše – Boris I.
- Kyjevská Rus – Askold a Dir
- Byzanc – Basileios I.
- Svatá říše římská – Ludvík II. Němec